# Олівер Перрі Гай
Олівер Перрі Гай (англ. Oliver Perry Hay; 22 травня 1846 — 2 листопада 1930) — американський герпетолог, іхтіолог та палеонтолог.

## Біографія
Народився в графстві Джефферсон, штат Індіана, у сім'ї Роберта та Маргарет Гай. У 1870 році отримав ступінь бакалавра мистецтв в коледжі Еврека в штаті Іллінойс. Викладав у коледжі як професор наук у 1870—1873 роках. У 1870 році одружився з Мері Е. Гавсмон. Був професором коледжу Оскалуса в Айові у 1874—1876 роках. Навчався в Єльському університеті у 1876—1877 роках. Через сімнадцять років після отримання ступеня бакалавра він здобув ступінь доктора наук в університеті Індіани. У 1877—1879 роках викладав у коледжі Абінгдона. У 1879—1895 роках викладав в університеті Батлера. З 1894 по 1895 роки працював у Природознавчому музеї Філда помічником куратора зоології, де, незважаючи на спеціальність іхтіологія, працював у всіх неорнітологічних сферах зоології. У 1912 році призначений науковим співробітником Інституту Карнегі, від імені якого в Національному музеї США працював із колекціями викопних хребетних. Він зосередився на викопних черепахах і плейстоценових ссавцях.
У нього було четверо дітей. Син Вільям Перрі Гай також став зоологом.